# 普洛特尼科沃河
普洛特尼科沃河是俄羅斯的河流，位於堪察加半島，河道全長約134公里，流域面積4,450平方里，上游河道寬20至40米，下游河道寬80至150米，是紅大馬哈魚和駝背大馬哈魚的產卵地。